# Carl Hising
Carl Hising, född 13 november 1646, död november 1702, var en svensk borgmästare.

## Biografi
Carl Hising föddes 1646. Han var son till borgmästaren Olof Hising och Anna Leffler i Köping. Hising blev 14 juni 1676 byggningsborgmästare i Köping och 29 juli 1680 justitieborgmästare i staden. Han var riksdagsman vid riksdagen 1682 och riksdagen 1693 och blev 1694 postmästare i staden. Hising avled 1702 och begravdes 29 november samma år i Köpings kyrka.

### Familj
Hising gifte sig 28 november 1680 med Barbro Petré. Hon var dotter till brukspatronen Robert Georgsson Petré och Margareta Lorentsdotter Höijer i Arboga. De fick tillsammans barnen brukspatronen Johan Vilhelm Hising (1685–1751) och brukspatronen Mikael Hising (1687–1756).